# Enderby’s Wharf

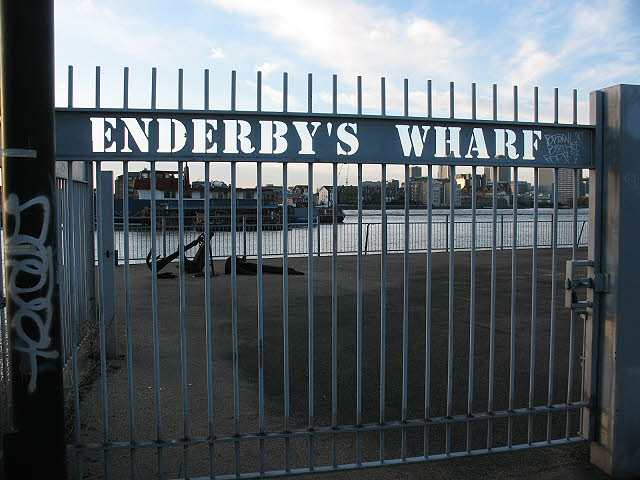
Eingangstor (2009)

Enderby’s Wharf (deutsch „Enderbys Kai“) war ein Kai und der Name eines angrenzenden Industriegebiets am Südufer der Themse an der Westseite der Greenwich Peninsula. Diese liegt im Londoner Stadtteil Greenwich im Osten der britischen Hauptstadt.
Hier befanden sich im 19. und 20. Jahrhundert Industriebetriebe, wie das Kabelunternehmen Telcon, Hersteller des ersten langfristig funktionierenden transatlantischen Telegrafenkabels. Heute ist es einerseits ein historischer Ort und andererseits ein modernes Wohngebiet namens Enderby Wharf.

## Geschichte
Im Laufe der Jahrhunderte entstanden entlang der Themse zahlreiche Kais. Sie waren nicht nummeriert, sondern trugen jeweils einen Namen, häufig den des Eigentümers. So ist Enderby’s Wharf benannt nach Samuel Enderby (1719–1797), Gründer des dort einst ansässigen Walfangunternehmens Samuel Enderby & Sons, und dessen gleichnamigem Sohn Samuel Enderby (1756–1829). Auch nachdem die Familie Enderby den Kai aufgegeben hatte, blieb er unter demselben Namen bestehen und trägt diesen bis heute.
Im Jahr 1830 entstand hier eine Seil- und Segelfabrik namens Enderby Hemp and Rope Works, die am 8. März 1845 durch Brand zerstört wurde. Neue Eigentümer fanden sich erst 1857 mit George Elliot (1814–1893) und Richard Glass (1820–1873), die 1854 am benachbarten Morden Wharf die Firma Glass, Elliot & Co gegründet hatten. Am 7. April 1864 fusionierte diese mit der Gutta Percha Company zur Telegraph Construction and Maintenance Company (Telcon).
Hier wurde das Seekabel hergestellt, das am 27. Juli 1866 durch die Great Eastern erfolgreich zwischen Irland und Neufundland verlegt wurde und erstmals die langfristig funktionierende Telekommunikation zwischen der „alten“ und der „neuen Welt“ ermöglichte. In der Folge wurden hier zahlreiche weitere Kabel gefertigt, unter anderem für den Einsatz in Australien, Neuseeland, Indien und Hongkong.
1935 ging der Standort in den Besitz der neu gegründeten Submarine Cables Ltd. über. Während des Zweiten Weltkriegs wurde hier ein Teil der im Rahmen der Operation Overlord am D‑Day eingesetzten Ausrüstung für die Überbrückung des Ärmelkanals hergestellt, darunter die Unterwasser-Pipeline der Operation PLUTO (Pipe Line Under The Ocean). Die Produktion von Unterseekabeln am Standort wurde 1975 eingestellt und nach Southampton verlagert. 1994 ging der Besitz an Alcatel über, bevor er 2008 großteils an Barratt Developments verkauft wurde, die hier eine moderne Wohnsiedlung namens Enderby Wharf errichteten.

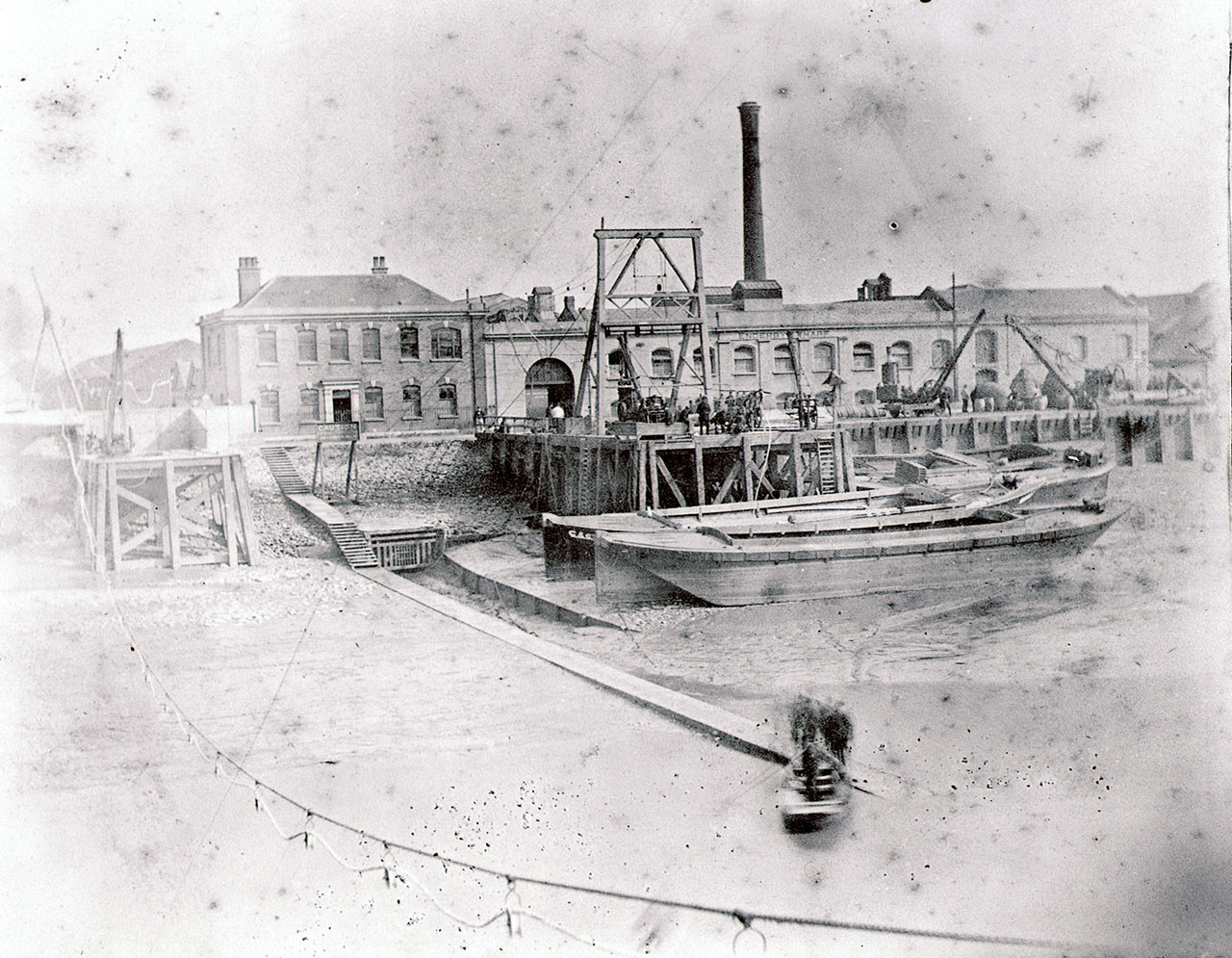
Historisches Foto (um 1866)
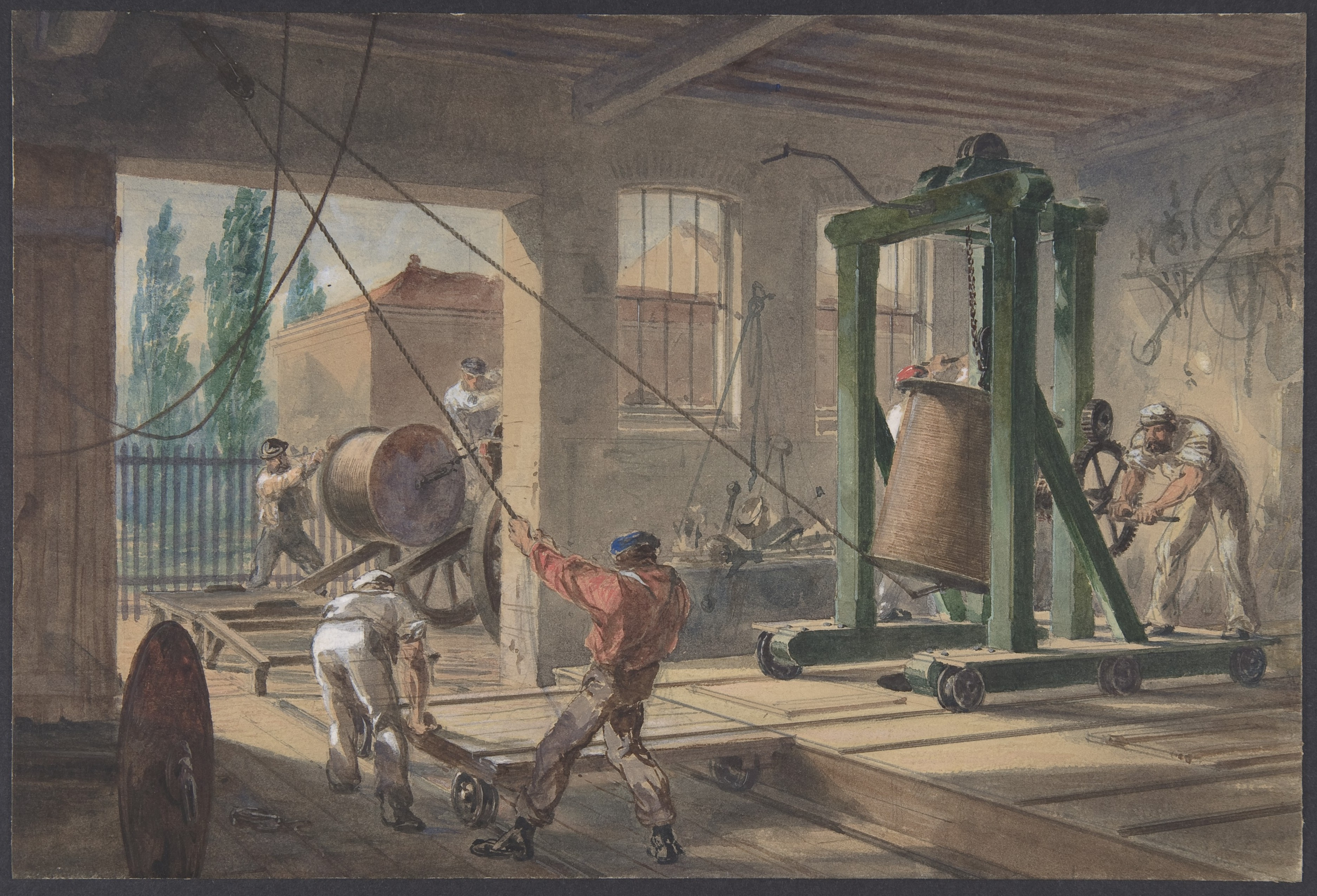
Telcon-Kabelfabrik (um 1866)
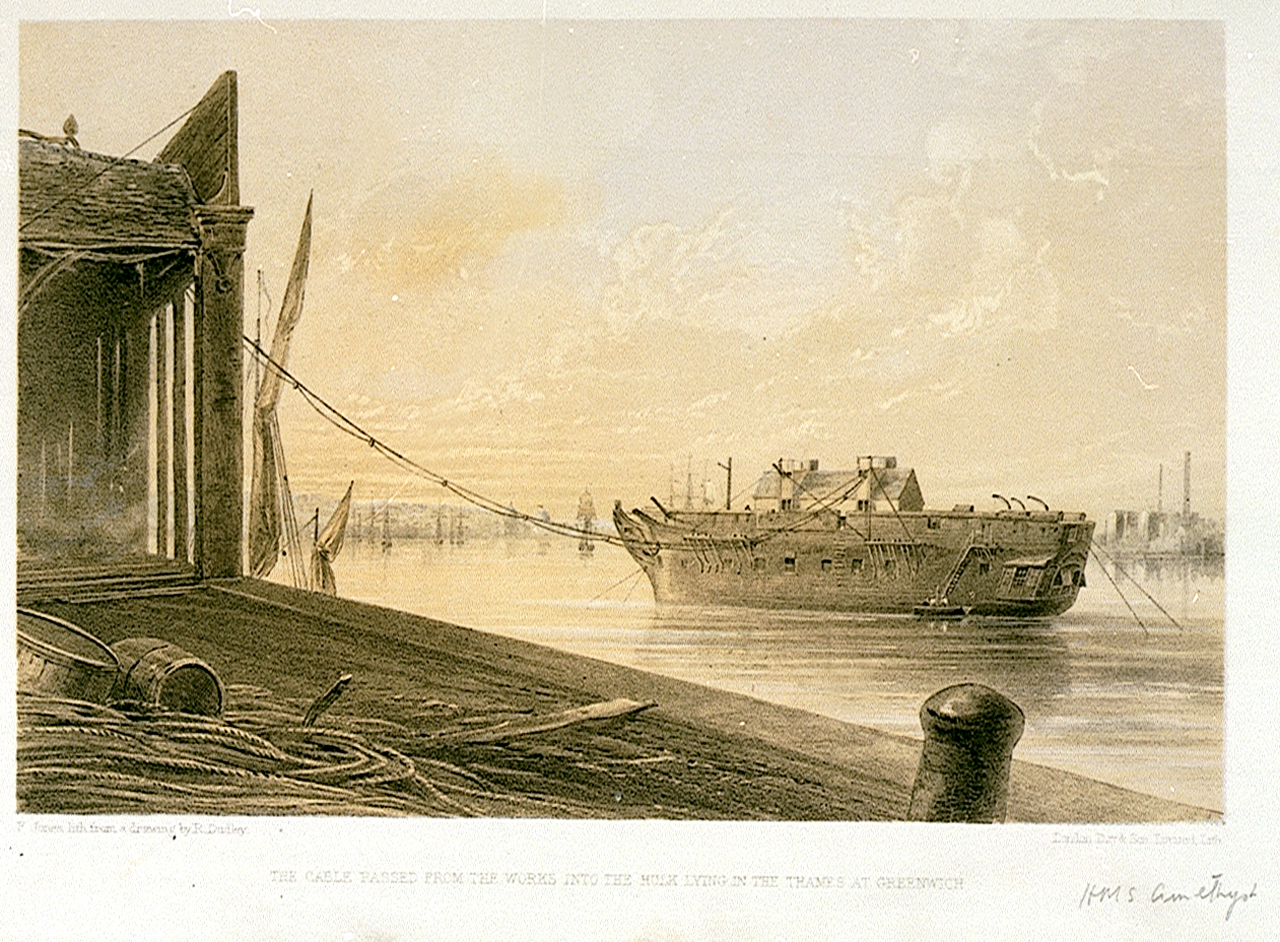
Verladung eines Kabels (um 1865)
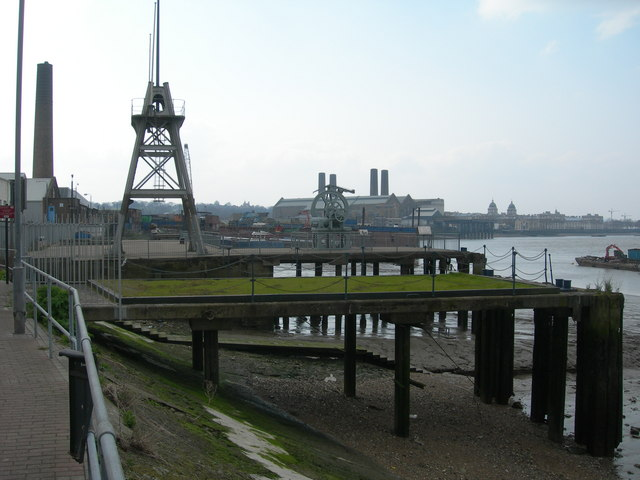
Die Kais (2007)
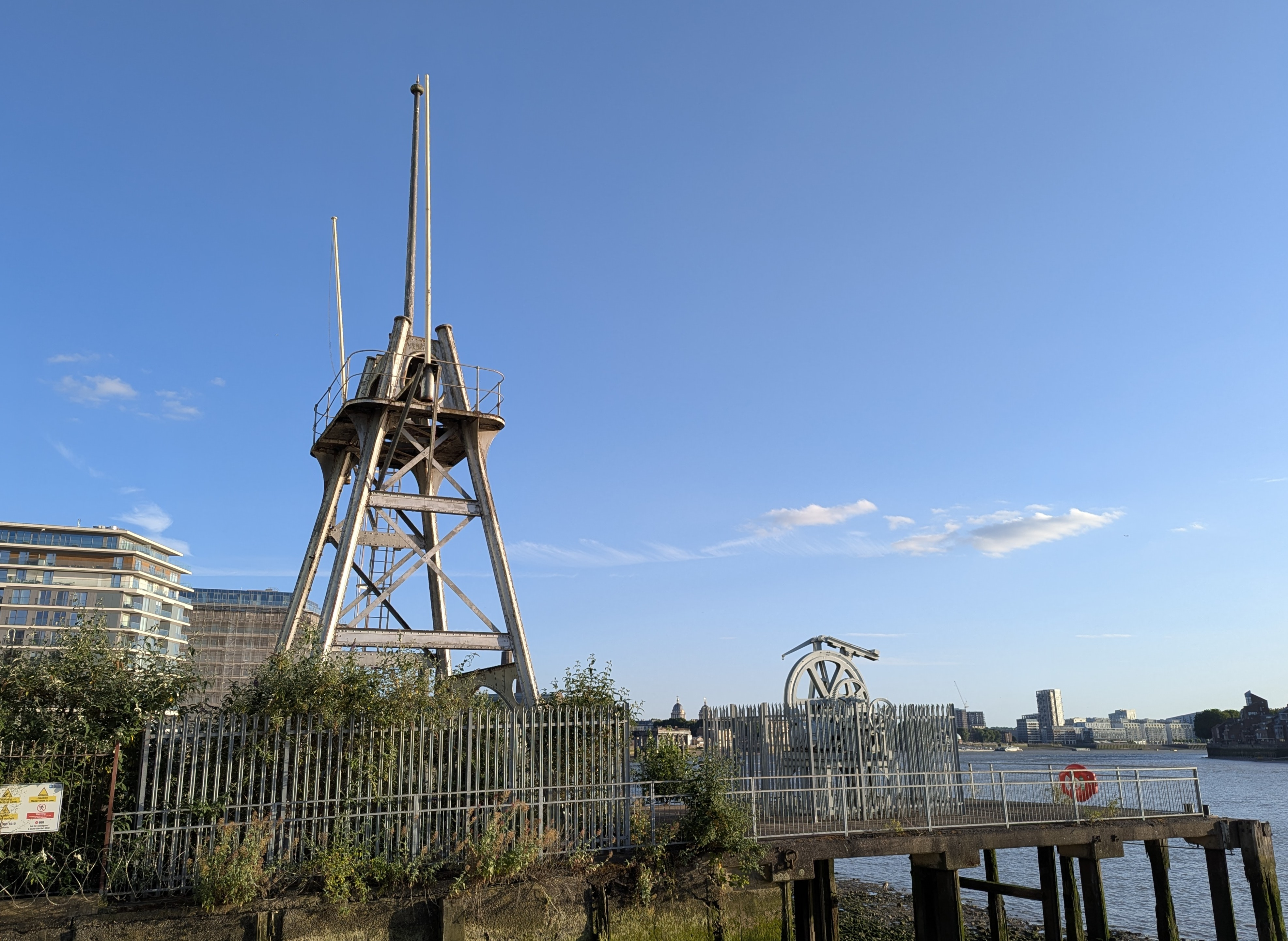
Weitere Ansicht (2025)
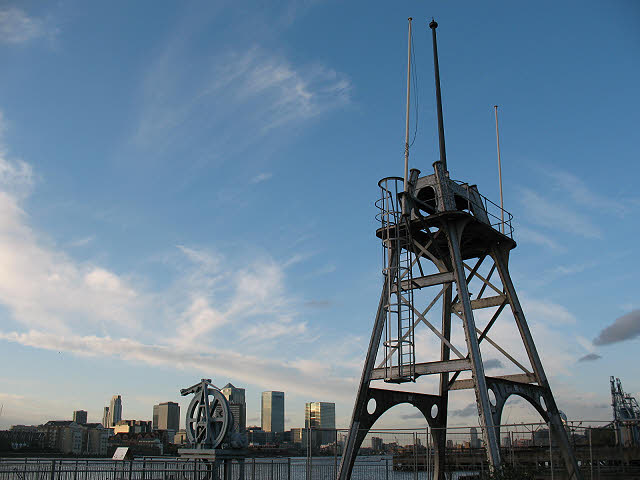
Links: das historische Kabelrückhaltegerät (2009)
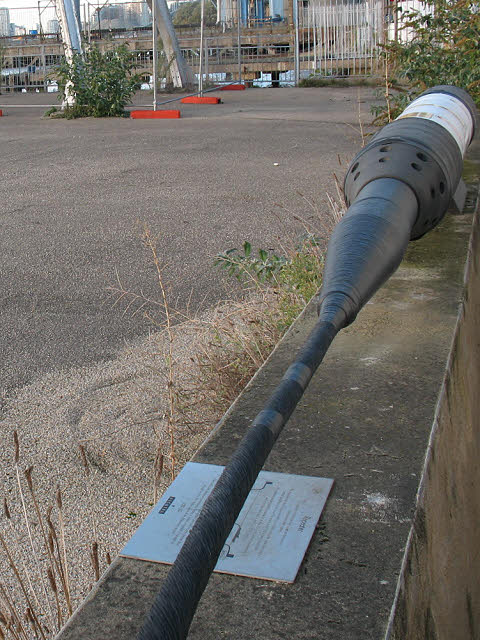
Kabelanschluss (2009)